# Andrejs Rubins
Andrejs Rubins (Riga, Unión Soviética, 26 de noviembre de 1978-3 de agosto de 2022) fue un futbolista letón que jugaba de centrocampista. Fue internacional con la selección de fútbol de Letonia en 117 ocasiones, uno de los que más partidos disputó con dicha selección.

## Clubes
| Club                           | País       | Año       |
| ------------------------------ | ---------- | --------- |
| FK Auda                        | Letonia    | 1996      |
| Östers IF                      | Suecia     | 1997      |
| Skonto Riga                    | Letonia    | 1998-2000 |
| Crystal Palace F. C.           | Inglaterra | 2000-2002 |
| FC Spartak Moscú               | Rusia      | 2003      |
| FC Shinnik Yaroslavl           | Rusia      | 2003-2004 |
| FC Spartak Moscú               | Rusia      | 2005-2007 |
| FC Shinnik Yaroslavl (cedido)  | Rusia      | 2006      |
| FK Liepājas Metalurgs (cedido) | Letonia    | 2007      |
| FK Inter Baku                  | Azerbaiyán | 2008-2010 |
| FK Qarabağ                     | Azerbaiyán | 2010-2011 |
| Simurq PFC                     | Azerbaiyán | 2011-2012 |